# توم فيوليت
توم فيوليت (بالإنجليزية: Tom Violette)‏ هو لاعب كرلنغ أمريكي، ولد في 26 أكتوبر 1960.

## وصلات خارجية
- توم فيوليت على موقع الاتحاد الدولي للكرلنغ (الإنجليزية)
- توم فيوليت على موقع أوليمبيديا (الإنجليزية)
- توم فيوليت على موقع اللجنة الأولمبية والبارالمبية الأمريكية (الإنجليزية)